# Penestragania confusa
Penestragania confusa är en insektsart som beskrevs av Rauno E. Linnavuori 1956. Penestragania confusa ingår i släktet Penestragania och familjen dvärgstritar. Inga underarter finns listade i Catalogue of Life.